# 金喆安
金 喆安（キム・チョラン、朝鮮語: 김철안、1912年4月4日 - 1992年1月4日または1月14日）は、大韓民国の女性政治家。第3・4代韓国国会議員。

## 経歴
慶北大邱生まれ、父の死後は母と共に盈徳郡へ移り、現地の小学校を卒業した。1930年、18歳の時に金泉の幼稚園の先生として就職した。1932年に中央勤友会金泉支会に参加し、1934年に結婚した。明治大学政経講義録により独学した。光復後は大韓独立促成国民会金泉郡支部長、韓国愛国婦人会金泉郡支部長、大韓婦人会金泉郡支部長、大韓女子青年団本部副団長などを務めたが、1948年の初代総選挙と1950年の第2代総選挙ではいずれも落選した。1954年の第3代総選挙で自由党の所属で初当選後、同党中央委員、国会社会保健委員長を歴任した。1960年の第5代総選挙では14人の候補者の乱立の中、最下位で落選し政界を去った。
1992年1月4日にソウル大病院で老衰により死去した。81歳没。

## エピソード
1959年の釜項面事務所庁舎の移転紛糾では、面議会での議決定足数が3分の2に満たなかったにもかかわらず、金が四捨五入を適用し政府承認を受けて無理やりに面事務所を住民数が多い村の方に移転させた。このため、当時は「国会議員はできないことが1つもない」の言葉も出た。
国会議員時代に大統領府への出入りが多かったため、「李承晩の養女」と皮肉を言った人もいた。